# Antônio Mendonça de Barros

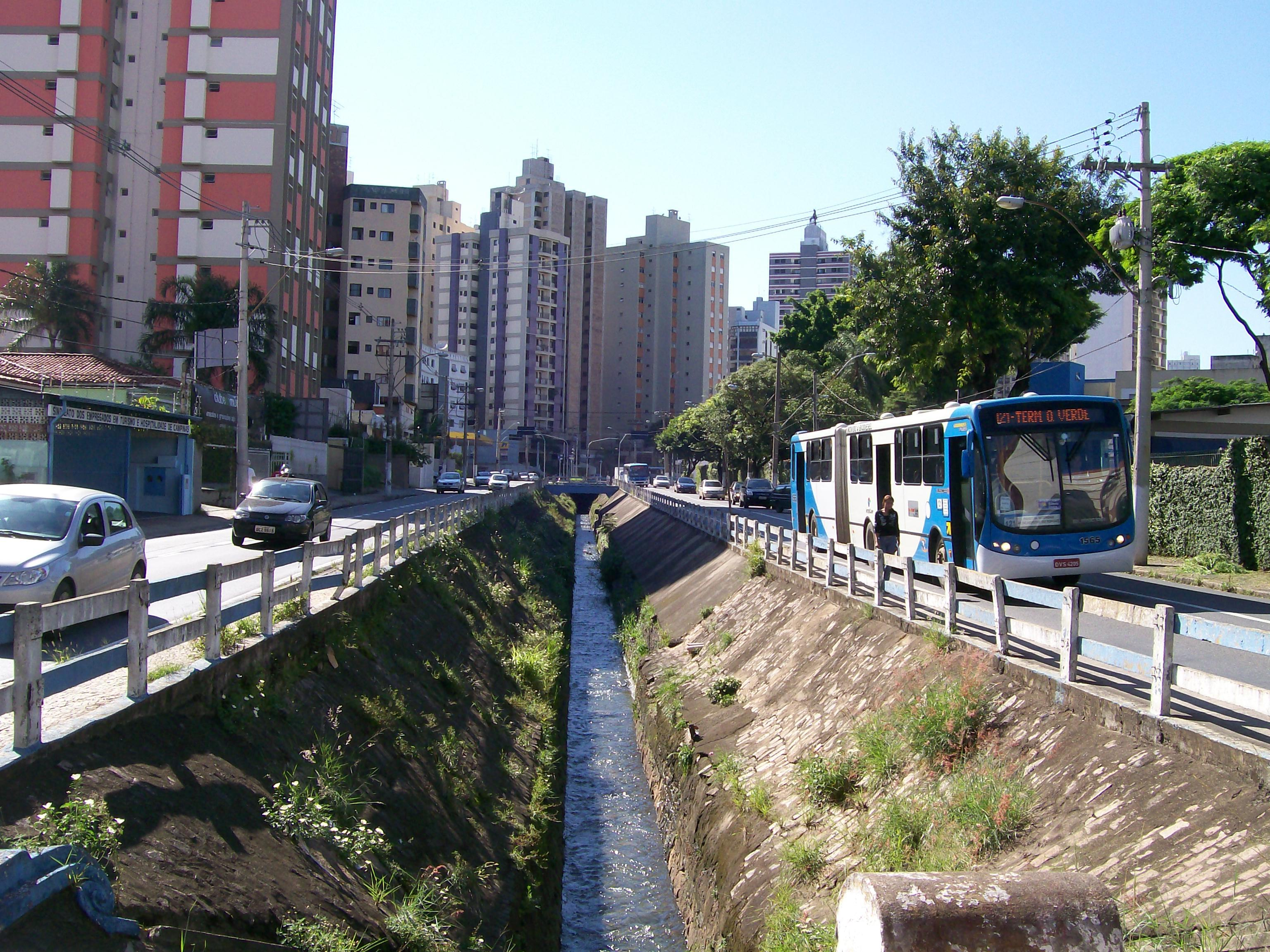
O "Curral do Mendonça" em foto de 2010.

Antônio Mendonça de Barros (Pouso Alegre, MG, 15 de maio de 1909 — ?) foi um escritor, jornalista, advogado e político brasileiro.
Veio aos cinco anos para Campinas, município do interior do Estado de São Paulo, na companhia de seus pais. Foi aluno do Colégio Culto à Ciência, tradicional escola da cidade. Bacharelou-se em Ciências e Letras em 1928, mudando-se em seguida para São Paulo para cursar Direito em 1933. Nesse meio tempo, para custear seus estudos, trabalhou como professor, além de atuar como revisor, repórter e cronista em jornais como Diário do Povo, de Campinas, e Diário da Noite, Diário de São Paulo e Folha da Tarde, de São Paulo. Como cronista, escrevia sob o pseudônimo de "Simplício da Saudade".
Voltando a Campinas, abriu um escritório de advocacia, sendo pouco tempo depois nomeado Juiz de Paz. Em 1936, elegeu-se vereador por Campinas, pelo Partido Constitucionalista. Foi advogado do Sindicato da Companhia Mogiana de Estradas de Ferro (1935-1943) e da Caixa dos Ferroviários (fundo de pensão dos ferroviários) dessa mesma companhia (1937-1939), ambos os cargos sem remuneração, tendo se tornado procurador efetivo dessa última instituição. Foi também diretor da Maternidade de Campinas e presidente do Centro de Ciências, Letras e Artes de Campinas.
Elegeu-se prefeito de Campinas para o período de 1952 a 1955. Durante o seu mandato, ocorreu a emancipação dos municípios de Sumaré e Valinhos, então distritos de Campinas, após movimentos políticos ter forçado o prefeito a realizar um plebiscito nessas localidades, através da Lei Municipal 1.037, de 3 de dezembr4o de 1953. Após o mandato, abandonou a política, alegando prejuízos à sua saúde e atividade profissional.

## Obra
O trecho final da Avenida Anchieta, no qual o córrego Tanquinho corre a céu aberto pouco antes de se juntar ao córrego Serafim, possui um guarda-corpo que por se assemelhar a uma cerca de curral, recebeu o nome de "Curral do Mendonça".